# Józef Hutten-Czapski (1806–1900)
Józef Ludwik Hutten-Czapski herbu Leliwa, hrabia, (ur. 12 maja 1806 w Mierzanowie k. Płocka, zm. 12 maja 1900 w Krakowie) – oficer wojsk powstania listopadowego i powstania wielkopolskiego 1848 roku, generał w powstaniu styczniowym, ochotnik-szeregowiec armii francuskiej w wojnie francusko-pruskiej 1870 roku, kawaler orderu Virtuti Militari.

## Życiorys
Pochodził z uboższej linii rodu (tzw. smętowskiej), która doszła do znaczenia dopiero w 1. poł. XVIII wieku dzięki biskupowi kujawskiemu Walentemu Czapskiemu (zm. 1751). Był synem Wojciecha, uczestnika powstania kościuszkowskiego i Rozalii z Ciemniewskich. Nauki pobierał w warszawskim liceum pijarskim i na Uniwersytecie Warszawskim. W roku 1826 wstąpił jako szeregowiec do wojsk Królestwa Kongresowego, w czasie powstania listopadowego był już porucznikiem ułanów, odznaczył się w bitwie pod Liwem i otrzymał w kwietniu 1831 roku order Virtuti Militari.
Po klęsce powstania Czapski udał się na emigrację, gdzie był członkiem Towarzystwa Demokratycznego w Paryżu. Oddelegowany w roku 1846 jako tajny emisariusz polityczny do kraju, został w czasie powrotu do Francji aresztowany na granicy pruskiej i uwięziony w twierdzy Moabit w Berlinie. Zwolniony, udał się ponownie do Francji. W roku 1848 przyłączył się do powstania wielkopolskiego i wyróżnił się w potyczce pod Książem, za co otrzymał pochwałę od Ludwika Mierosławskiego.
Po klęsce Wielkopolan Czapski wrócił do Francji, gdzie przez jakiś czas pracował jako zecer w drukarni polskiej w Paryżu. W roku 1861 otrzymał posadę wykładowcy taktyki kawalerii w Polskiej Szkole Wojskowej w Cuneo i Genui, gdzie zaprzyjaźnił się z Marianem Langiewiczem, wykładowcą taktyki artylerii. Po wybuchu powstania styczniowego Czapski udał się do Polski, ale zatrzymała go we Wrocławiu choroba, tak że nie mógł objąć przewidzianego dla niego przez Komitet Centralny Narodowy stanowiska naczelnika wojennego województw krakowskiego i lubelskiego. Do kwatery Langiewicza zgłosił się dopiero w marcu 1863 r. i zajął się ćwiczeniem kawalerii. Mianowany wkrótce generałem brygady i naczelnym dowódcą kawalerii w oddziałach Langiewicza, brał udział m.in. w potyczkach – w bitwie pod Chrobrzem i bitwie pod Grochowiskami. Uwięziony pod koniec powstania w Brodach, uciekł z aresztu i przedostał się do Szwajcarii i dalej do Francji.
W ostatnich latach na emigracji Czapski działał jako prezes komitetu b. wojskowych polskich w Paryżu. W czasie oblężenia Paryża w roku 1871 walczył jako szeregowiec w pieszych oddziałach Gwardii Narodowej. W roku 1874 uzyskał zezwolenie władz austriackich na osiedlenie się w Galicji i osiadł najpierw w Zboiskach, po czym przeniósł się do Krakowa, gdzie zmarł w przytułku dla ubogich w wieku lat 94 (Polska Encyklopedia Powszechna PWN podaje niewłaściwy rok zgonu, 1890).
Zmarli powstańcy 1863 roku zostali odznaczeni przez prezydenta RP Ignacego Mościckiego 21 stycznia 1933 roku Krzyżem Niepodległości z Mieczami.